# Brauweiler, Bad Kreuznach
Brauweiler là một đô thị thuộc huyện Bad Kreuznach trong bang Rheinland-Pfalz, phía tây nước Đức. Đô thị Brauweiler, Bad Kreuznach có diện tích 3,16 km², dân số thời điểm ngày 31 tháng 12 năm 2006 là 62 người.